# Xoridesopus infuscatus
Xoridesopus infuscatus là một loài tò vò trong họ Ichneumonidae.